# South Greenfield
South Greenfield – wieś w Stanach Zjednoczonych, w stanie Missouri, w hrabstwie Dade.